# ماثيو لين بروس
ماثيو لين بروس (بالإنجليزية: Matthew Linn Bruce)‏ هو محامي وقاضي أمريكي، ولد في 1 أكتوبر 1860 في مقاطعة فرانكلين في الولايات المتحدة، وتوفي في 26 فبراير 1936 في ألباني في الولايات المتحدة.